# Handelshaus Pelloutier
Das Handelshaus Pelloutier war ein Familienunternehmen mit Sitz in Lyon, Frankreich, Leipzig, Sachsen, St. Petersburg, Russland und Nantes, Frankreich.
Das Handelshaus wurde von Mitgliedern der Familie über mehrere Generationen von etwa 1623 bis etwa 1855 geleitet.

## Handelshaus Jean Pelloutier in Lyon und Leipzig (1623 bis 1698)
Das erste namentlich bekannte Mitglied der Familie war Jean Pelloutier (* ca. 1663 in Lyon; † etwa 1697 oder 1698 in Leipzig), dessen Vorfahren entstammten einer angesehenen Kaufmannsfamilie aus Jausiers in Südfrankreich, die ursprünglich der waldensischen Glaubensrichtung angehörte. Er war zunächst in Lyon (nach 1623) als Kaufmann tätig und floh wegen der Verfolgung der Hugenotten in Frankreich nach Leipzig in Deutschland.
In Leipzig gehörte Pelloutier zu den ersten Refugies, die als Kaufleute tätig waren. Es wird vermutet, dass er bereits im Jahr 1685 nach Leipzig gekommen ist. Jedenfalls war er bereits 1689 als Kaufmann etabliert, da er in einem Gerichtsverfahren wegen etwaiger, damals verbotenen Geschäfte mit Frankreich vernommen wurde. Nachher muss er mit Philipp Dumont) als Kompagnon verbunden gewesen sein, da in einem weiteren Verfahren im Jahre 1693 die Handelsfirma "Pelloutier und Dumont beteiligt war. Jean Pelloutier soll vor dem Dezember 1695 gestorben sein.
Ein Sohn aus der im Jahre 1694 in Leipzig geschlossenen Ehe mit Françoise Claparède (Clapareste) (*1772-1727 in Berlin), der Tochter des reichen Hamburger Kaufmanns Claparède, der aus dem Languedoc stammte, war Jean-Barthélémy Pelloutier. Der Vater Jean starb etwa 1697 oder 1698, sodass seine Ehefrau allein für die Erziehung von Jean Barthélémy und seines Bruders Simon Pelloutier (* 1694) sorgen musste. Jean-Barthélémy Pelloutier gelangte dann nach Berlin und wird bei seiner Hochzeit als Kaufmann bezeichnet. Wann er mit dieser Tätigkeit begonnen hat, ist nicht bekannt.

## Jean-Barthélémy Pelloutier, Mitinhaber der Fa. Firma Pelloutier in St.Petersburg [1724-ca. 1735]

### Familie
Kenntnis von Jean-Barthélémy Pelloutier bekommen wir erst durch seine Heirat. Im Buch von Markus A. Denzel, befindet sich auf S. 22 der Stammbaum der Familie Pelloutier. Danach heiratete er am  28. Mai 1722 in Berlin Charlotte Jassoy (1700–1739). In der Kirchenbucheintragung werden Jean Pelloutier und Francoise Claparede als seine Eltern angegeben.
Weitere Angaben zu seiner Familie finden wir in der Lebensbeschreibung des Bruders von Heinrich von Béguelin (1765–1818), Friedrich Wilhelm Heinrich v. Béguelin (1768–1828) von Karl Heinz Gerlach. Danach war Jean-Barthélémy Pelloutier der spätere Schwiegervater des Nikolaus von Béguelin, Erzieher des preußischen Thronfolgers und späteren Königs Friedrich Wilhelm II in Berlin. Diese Beziehung zum preußischen Königshaus war sicherlich förderlich für Entwicklung der Geschäfte der folgenden Generation en der Familie Pelloutier. König Friedrich Wilhelm II hatte aus Zuneigung und Dankbarkeit seinem Erzieher Béguelin das Rittergut Lichterfelde (heute Ortsteil von Berlin) geschenkt. Zu dieser Zeit war Béguelin verheiratet mit der Tochter aus der Ehe Pelloutier/Jassoy, Marie-Catherine Pelloutier (* 1733 in St. Petersburg; † 1794 in Berlin).
Aus der Ehe Pelloutier/Jassoy entstammte, wie sich aus dem Stammbaum von Markus a. Denzel ergibt, weiterhin der etwa 1729/1730 geborene Jean Ulrich Pelloutier.

### Gründung des Unternehmens durch Barthelemy Pelloutier als Mitinhaber
Nach den Angaben von Raphael Dammer arbeitete Jean-Barthélémy Pelloutier bei seiner Heirat im Jahre 1722 als Kaufmann in Berlin und 1726/1733 in St. Petersburg ebenfalls als Kaufmann. Er war aber schon 1724 in St. Petersburg. und stellte sein Haus für die französisch-reformierte Kirchengemeinde zur Verfügung. Pelloutier gehörte nach Amberger bereits zum „ersten Kontrakt holländischer Kaufleute“ in St. Petersburg v. 20. Dezember 1722.
Im Jahre 1726 bestand in St. Petersburg ein lebhafter Buchhandel mit Westeuropa, an dem sich Pelloutier als Buchhändler beteiligte.
Pelloutier wird als herausragende Persönlichkeit geschildert, der im Namen der Berliner Kaufmannsgesellschaft handelte, die in der Zeit zwischen den 1720er Jahren und 1730 in scharfem Wettbewerb mit den britischen Händlern das Exklusivrecht für die Lieferung von Stoffen für die russische Armee besaß.

### Eintritt von Ulrich Kühn in das Handelshaus Pelloutier, Krusemark & Co (1730)
1730 wurde der Schweizer Ulrich Kühn Mitinhaber des Handelshauses Pelloutier, Krusemark & Co. Dies war wohl der erste Kontakt der Familie mit dem preußischen Königshaus.
Über den Firmenmitinhaber Krusemark ist nichts Näheres bekannt. Nachdem Jean Barthélemy Pelloutier verstorben war, heiratete Ulrich Kühn dessen Witwe Charlotte Jassoy in St. Petersburg im Jahre 1736. Er führte das Unternehmen nach dem Tode von Pelloutier unter Beibehaltung der Firma fort.

### Ernennung von Ulrich Kühn zum preußischen Konsul und Kommerzienrat (1742)
Erst 1742 gelang es dem König Friedrich der Große (1740–1786) die Anerkennung preußischer Agenten und Kommerzienräte für St. Petersburg und Moskau zu erreichen. Erste Amtsinhaber waren ortsansässige Kaufleute, in Moskau Hermann Adolf Boltenhagen und in St. Petersburg der Gesellschafter der Pelloutier, Krusemark & Co, Ulrich Kühn. Das Empfehlungsschreiben des preußischen Gesandten Axel von Mardefeld in Moskau vom 24. Februar 1742, (GStA PK, I. HA Rep. 9 Allgemeine) an den preußischen König ist erhalten.

### Beziehung der Familien Pelloutier/Kühn zum preußischen Königshaus
Ulrich Kühn heiratete die verwitwete Charlotte Pelloutier geb. Jassoy 1735 in St. Petersburg und bekam als weiteres Kind Hedwig Charlotte Kühn (1739 in St. Petersburg – 1817 in Berlin), die am 26. Oktober 1761 in Berlin Pierre Jérémie Hainchelin heiratete. Dieser war bis zum Tod des Prinzen von Preußen August Wilhelm von Preußen (1722–1758) dessen Sekretär und hatte ein vertrauensvolles Verhältnis. zu ihm. Der Kronprinz starb vor seinem Bruder Friedrich dem Großen, sodass der Sohn von August, Friedrich Wilhelm II, König als Nachfolger von Friedrich dem Großen von Preußen wurde. Auch Hainchelin, der mit der Stiefschwester von Jean Ulrich Pelloutier verheiratet war, war als „Geheimer Kriegsrat“ im IV. Departement des General-Ober-Finanz-Kriegs- und Domainen-Directorium tätig und hatte damit weiterhin engen Kontakt zu dem König.

## Handelshaus Kuster & Pelloutier in Nantes (spätestens seit 1663-1776/77)

### Gründung und Aufbau des Unternehmens
Wann das Unternehmen Pelloutier in St. Petersburg aufgelöst wurde, ist nicht bekannt. Kühn starb 1757 im Alter von 67 Jahren in Berlin. Sein Stiefsohn Jean-Ulrich Pelloutier war seit 1749 in Nantes ansässig. Er war damals etwa 19 Jahre alt und hatte sicherlich bei einem seinem Stiefvater die kaufmännische Tätigkeit kennen gelernt, wollte aber wohl in die Heimat seiner Vorväter zurückkehren, nachdem nach 1735 hatte eine Rückwanderung französischer Hugenotten nach Frankreich eingesetzt hatte. Nach Denzel (S. 23) wollte er sicherlich die größere Gewinnchancen durch den französischen Atlantischen Dreieckshandel und dem sich anschließenden Reexport der Kolonialwaren nach dem Norden Europas nutzen.
Pelloutier traf dort auf den Kaufmann André Gottlieb Kuster, der ebenfalls aus Deutschland nach Nantes ausgewandert war. Beide Kaufleute werden in den Registern der reformierten Gemeinde in Nantes in den Jahren ab 1751 mehrfach verzeichnet. Spätestens seit 1763 betrieben Pelloutier und Kuster ein Handelshaus unter der Firma Kuster & Pelloutier. Das Handelshaus Kuster & Pelloutier handelte vorrangig mit Kolonialwaren, Farbstoffen, bretonischem Salz und Weinen der näheren und weiteren Loire-Region. Dazu gab es einen gedruckten Preiscourant heraus, der als ältester und zugleich einziger Beleg für die Existenz dieses Handelshauses in den 1760er Jahren anzusehen ist. Der Preiscourant vermittelte ihren Kunden in den Niederlanden, Hamburg oder im Ostseeraum eine Übersicht über ihr Warenangebot und ihre Preise.

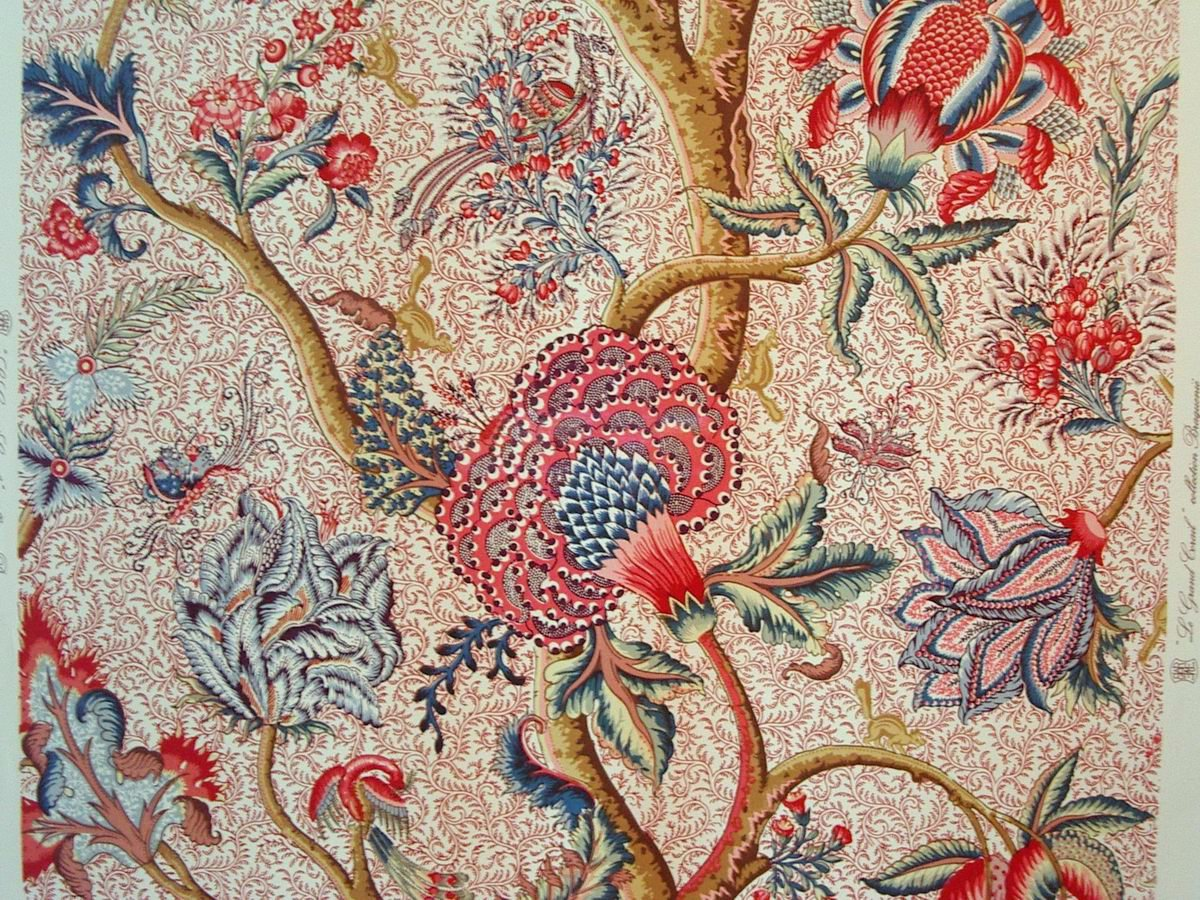
Indienne, Textilmuseum von Wesserling, Elsass (Frankreich).

Seit 1765 besaßen Kuster und Pelloutier neben ihrem Handelsgeschäft auch eine Manufaktur, in der Stoffe bedruckt wurden. Die Kattundruckerei, mit der Baumwollstoffe (Indienne) bedruckt wurden, und der Handel mit deren Produkten war in Frankreich seit 1686/87 aus (religions)politischen Gründen verboten gewesen und erst 1759 durften derartige Manufakturen wieder gegründet werden. Für Nantes hatte bereits 1758 ein Schweizer Unternehmer die Genehmigung erhalten. Das Unternehmen von Kuster & Pelloutier expandierte rasch: Noch in den 1760er Jahren wurde eine mechanische Baumwollspinnerei angeschlossen. Bald führte die Manufaktur von Kuster & Pelloutier bereits den Titel einer "Manufacture Royale". Um 1780 schließlich war Nantes mit seinen zehn oder zwölf Manufakturen zu einem der sechs großen Zentren der Indiennage in Frankreich geworden. Davon nahm die Druckerei von Kuster & Pelloutier eine Spitzenstellung ein.

### Heirat Pelloutier mit Angélique Taillefer de la Bouchardière und Nachkommen
Am 6. September 1764 heiratete Pelloutier Angélique Taillefer de la Bouchardière (* 1728), die aus einer der angesehensten Kaufmannsfamilien von Nantes stammte und sich mit Tuch- und Seidenhandel großen Reichtum erworben hatte.
Aus der Ehe entstammten sein Nachfolger in dem Handelshaus Ulric Auguste Pelloutier (1768 - 1818) sowie der Rechtsanwalt, Politiker und Journalist Léonce Charles Ulrich Pelloutier (1808 -1879). Dieser ist der Großvater von einer der großen Figuren des französischen revolutionären Syndikalismus Fernand-Léonce Emile Pelloutier (1867–1901).

### Bestellung von Pelloutier zum preußischen Konsul (1771)
Pelloutier wurde am 10. August 1771 zum preußischen Consul zu Nantes in der Bretagne ernannt. Pelloutier hatte sich um die Stelle beworben, um Steuern, Abgaben oder andere Gebühren zu vermeiden, die ausländische Händler in den betreffenden Häfen zu entrichten hatten. Tatsächlich bot der Status des Konsuls erhebliche Vorteile: Für Konsuln in französischen Häfen bedeutete er nicht nur alle Immunitäten, die für Vertreter eines ausländischen Herrschers gelten, sondern auch die Befreiung von persönlichen Steuern und vor allem von der „droit d'aubaine“ (dem Verbot für Ausländer, ihr Vermögen zu vererben). Der Status des Konsuls in französischen Häfen war ein wichtiger Faktor für den Erfolg des Handels. Ulbert zitiert wörtlich das Bewerbungsschreiben an den preußischen König, in dem sich Pelloutier „als Sohn der Witwe Kühn, die mit dem Rest ihrer Familie in Berlin wohnt“ vorstellt. Er beabsichtige, sich nach dem Beispiel seines Vaters und seiner Mutter nach Preußen zurückzuziehen, sobald sein Vermögen es ihm erlaube, und wage zu hoffen, dass Seine Majestät ihm vorzugsweise dieses Konsulat gewähren werde, dessen Vorrechte seinen Handel erleichtern und zumindest im Falle seines Todes seinen Nachlass vor dem Recht auf Mitnahme zugunsten seiner hiesigen Erben schützen könne. Die Bezugnahme auf „die Witwe Kühn“, die Stiefmutter von Marie Catherine Pelloutier, ist der Hinweis auf die dem König bekannte Tatsache, dass Pelloutier`s Schwester Marie Catherine Pelloutier die Ehefrau des früheren Erziehers des Königs war.

## Jean Ulrich Pelloutier als Mitinhaber der Firma Pelloutier, Bourcard & Cie (1776/77 - 1789)

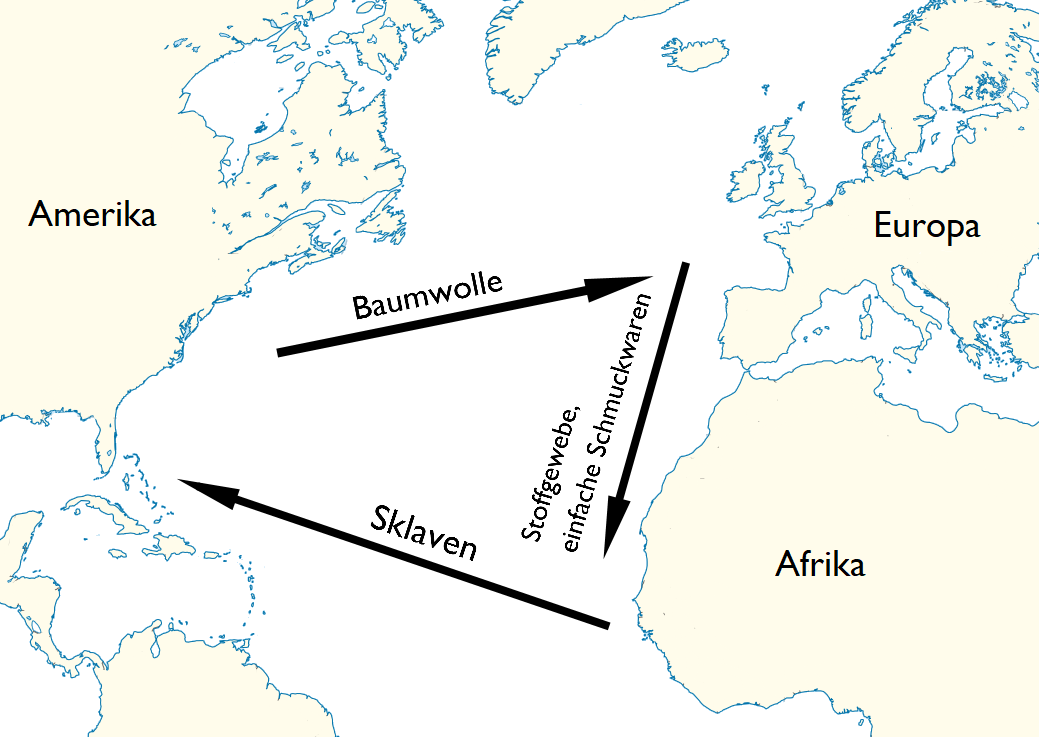
Dreieckshandel: Schematische Darstellung, Beispiel 1 (Afrika, Amerika, Europa)

### Beteiligung am Atlantischen Dreieckshandel
Am Ende des Jahres 1776 oder in den ersten Monaten von 1777 nahm Pelloutier seinen bisherigen Kommis Benoît Bourcard (* 1745 in Basel; † 1813 in Nantes) als neuen Kompagnon in sein Unternehmen auf. Mit dem 7. Dezember 1776 endet der ältere Preiskurant, der unter den Namen Kuster & Pelloutier herausgegeben worden war, und am 31. Mai 1777 wird ein neues Preiskurantbuch begonnen. Es ist folglich davon auszugehen, dass zwischen dem 7. Dezember 1776 und dem 31. Mai 1777 Kuster aus welchen Gründen auch immer aus der gemeinsamen Handelsunternehmung mit Pelloutier ausgeschieden und dafür Bourcard nachgerückt ist. Bourcard entstammte der Basler Tuchhändlerfamilie Burckardt, die seinerzeit unter der Firma Christoph Burckhardt & Sohn im Haus ‘zur Goldenen Müntz’ einen internationalen Großhandel mit Baumwollstoffen und Kolonialwaren betrieb. Dieses Unternehmen gehörte zu den Kunden von Pelloutier, Bourcard & Cie.
Mit der Aufnahme von Bourcard als Kompagnon bestellte die Fa. Burckardt aus Basel bei Pelloutier die in der Manufaktur in Nantes gefertigten Indienneurprodukte. Damit waren beide Unternehmen durch gemeinsame Geschäfte im atlantischen Dreieckshandel wie im Chinahandel verbunden. Das Angebot erweiterte sich. Es wurden zahlreiche Rohstoffe des Ostseeraums für den Schiffsbau (Hanf, Eisen, Teer u. a.) sowie weitere französische Landesprodukte in dem Preiskurant notiert. Dies lässt darauf schließen, dass sich Pelloutier & Cie nunmehr verstärkt auch im Import von Gütern des Ostseeraums nach Frankreich engagierten und diese in Nantes selbst vertrieben.

### Tätigkeit als Reeder von Sklavenschiffen
Im Atlantikhandel waren Pelloutier & Cie nicht nur als Einkäufer von Kolonialwaren tätig, sondern spätestens seit den 1780er Jahren auch als Reeder. So fungierten Pelloutier, Bourcard & Cie als Reeder des Sklavenschiffs (Négrier) „Le Comte de Tréville“. Eine zweite Fahrt des genannten Schiffes ist dann für den Herbst 1785 nachgewiesen, wobei die Route dieselbe wie 1784 war.

### Handelsbeziehungen zu China
Pelloutier als Reeder jedoch nicht nur im atlantischen Dreieckshandel tätig, sondern war auch darum bemüht direkte Handelsverbindungen mit China aufzubauen. Die Compagnie des Indes, die ihre Ware in Lorient versteigerte, besaß ein Monopol, chinesischen Tee nach Frankreich einzuführen.
In seiner Eigenschaft als preußischer Konsul reiste Pelloutier 1779 nach Berlin und unterbreitete dem König Friedrich II., der Große (1712 -1786 ) seine Idee vom Aufbau einer direkten preußisch-chinesischen Handelsverbindung. Der König stimmte aber nicht zu.
Einen zweiten Versuch unternahm Pelloutier am 17. Februar 1787, erneut in Berlin bei dem Nachfolger des verstorbenen Königs Friedrich dem Großen, König Friedrich Wilhelm II. (1786 - 1797). Unter preußischer Flagge sollten direkte Handelsbeziehungen nach China aufgebaut werden, wobei für die erste Fahrt nach Kanton zwei Schiffe ausgerüstet und die Rückfracht im preußischen Hafen Emden gelöscht und verkauft werden sollten. Da Friedrich Wilhelm II. zustimmte, erhielt Pelloutier bereits am 11. März 1787 unter Auflagen die erbetene Genehmigung. Über den Erfolg von Pelloutier´Pelloutiers Unternehmung finden sich nach Angaben von Denzel keine Nachrichten. Aus den Angaben im Preiskurant, den die Firma herausgab, ist wohl von einer erfolgreichen Fahrt nach Kanton und zurück auszugehen. Über weitere Fahrten in den ostasiatischen Raum wird für die Zeit von Jean Ulric Pelloutier nichts berichtet, doch spätestens unter seinem Sohn Ulric Auguste wurden diese wieder aufgenommen.

### Kauf des Firmengeländes in Nantes
1789 bemühte sich die Firma Pelloutier & Cie darum, das Firmengelände, das sie seit nunmehr 18 Jahren von der Stadt Nantes gepachtet hatte, käuflich zu erwerben. Dies geschah am 10. Februar 1789.
In seinem Bewerbungsschreiben für das Grundstück beschrieb er sein Lebenswerk und wies darauf hin, dass er seit 40 Jahren in Nantes wohnhaft sei und sich als Besitzer eine Indiennenmanufaktur und einer mechanischen Baumwollspinnerei, die alle Arten von Baumwollstoffen webte und mehr als 600 Personen beschäftigte, immer für die Interessen der Stadt eingesetzt habe.
Jean Ulrich Pelloutier starb am 8. September 1789.

## Eintritt Ulric Auguste Pelloutier in die Firma Pelloutier, Bourcard & Cie.
Als Nachfolger seines Vaters trat Ulric Auguste Pelloutier (1768 - 1818) in das Unternehmen ein, wobei die Firmenbezeichnung Pelloutier, Bourcard & Ce erhalten blieb. Die bisherigen Geschäfte, also die Manufaktur und die Reederei wurden fortgeführt. Deren Tätigkeit als Reeder beschränkte sich jedoch nicht nur auf Einzelfälle. Der Briefverkehr mit den Basler Firma Burckardt belegt, dass Pelloutier, Bourcard & Cie in den beginnenden 1790er Jahren, also nach dem Tod von Jean Ulrich Pelloutier, mehrere derartige Unternehmungen durchführten, an denen Christoph Burckardt & Fils ebenfalls beteiligt waren. Im Herbst 1791 ging z. B. das Schiff La Fluvire nach Kamtschatka ab, an der die Basler Burckardt an den Kosten und am Gewinn beteiligt waren.
Die Verleihung des Roten Adlerordens 3. Klasse an den preußischen Konsul Ulrich Auguste Pelloutier in Nantes erfolgte 1816.
1793 endet der Preiskurant von Pelloutier, Bourcard & Cie und damit die Handelstätigkeit Die Manufaktur selbst blieb jedoch bis zum Beginn des 19. Jahrhunderts im Besitz der Firma Pelloutier, Bourcard & Cie. Sie wurde an die Firma Favre Petitpierre & Cie verkauft.

## Handelshaus und die Reederei (Ulric Auguste) Pelloutier (1793-ca. 1862)
Ulric Auguste Pelloutier war allerdings auch nach 1793/96 als Kaufmann tätig So ist er noch vor 1800 als Agent de commerce (Handelsagent) des Königs von Preußen belegt und war in der Napoleonischen Zeit als Reeder tätig und wurde vor 1815 zum preußischen Generalkonsul für die gesamte Bretagne und zum preußischen Ritter vom Roten Adler erhoben; er starb am 9. August 1818.
Das Handelshaus und die Reederei Pelloutier – seit 1818 unter Leitung des Sohnes von Ulric Auguste, Hippolite Pelloutier [1801-1862] können noch über mehrere Jahrzehnte als an internationalen Handels und Finanztransaktionen beteiligt nachgewiesen werden.
Er war außerdem Direktor der Sparkasse, Richter am Handelsgericht, preußischer Konsul und Offizier des Roten Adlers. Die Stadtverwaltung von Nantes benannte eine Straße in der Stadt nach ihm.
Er wird noch im Jahr 1855 als Consul von Nantes, dem der Rote Adlerorden 4. Klasse verliehen ist, bezeichnet.